# Гарячі стільці

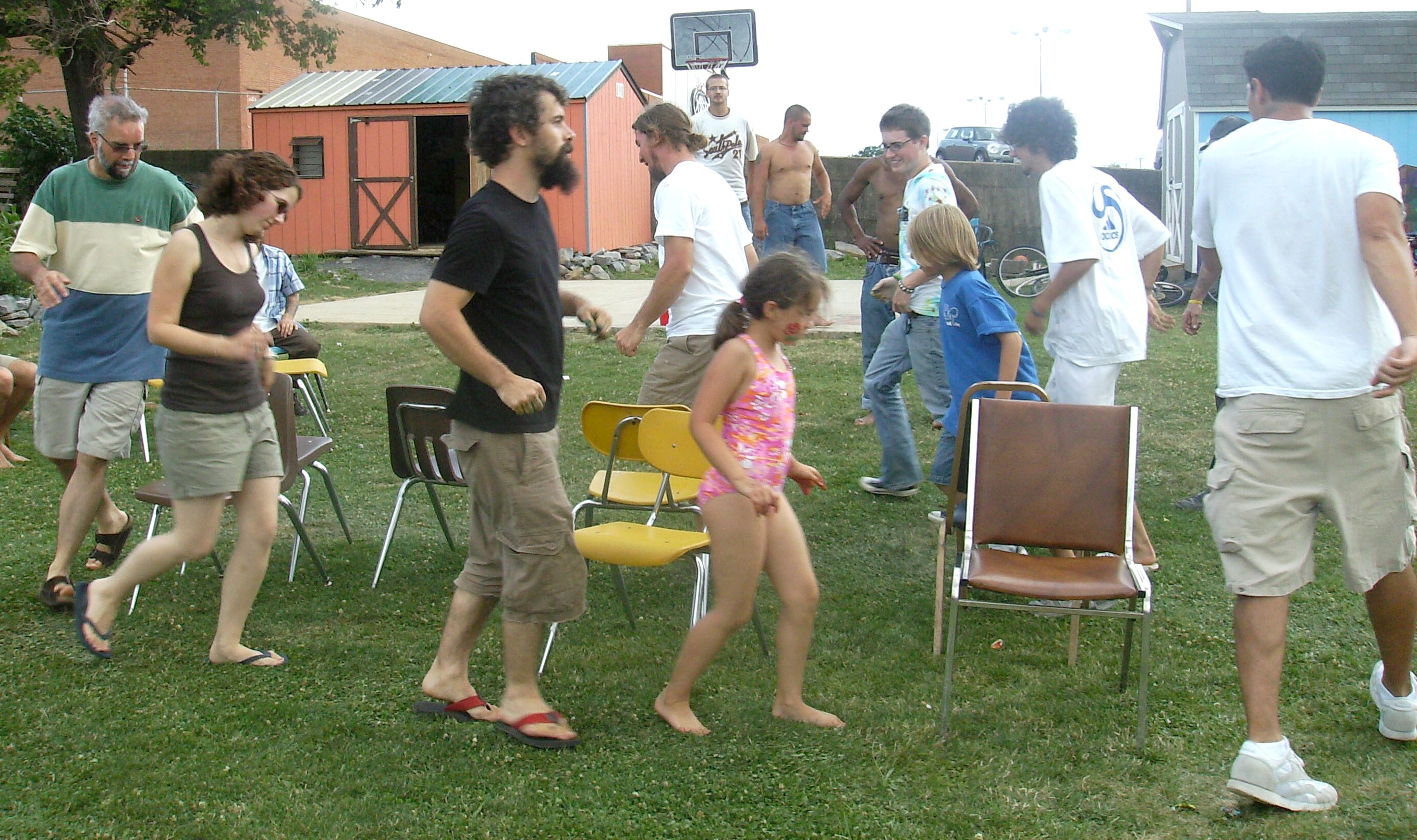

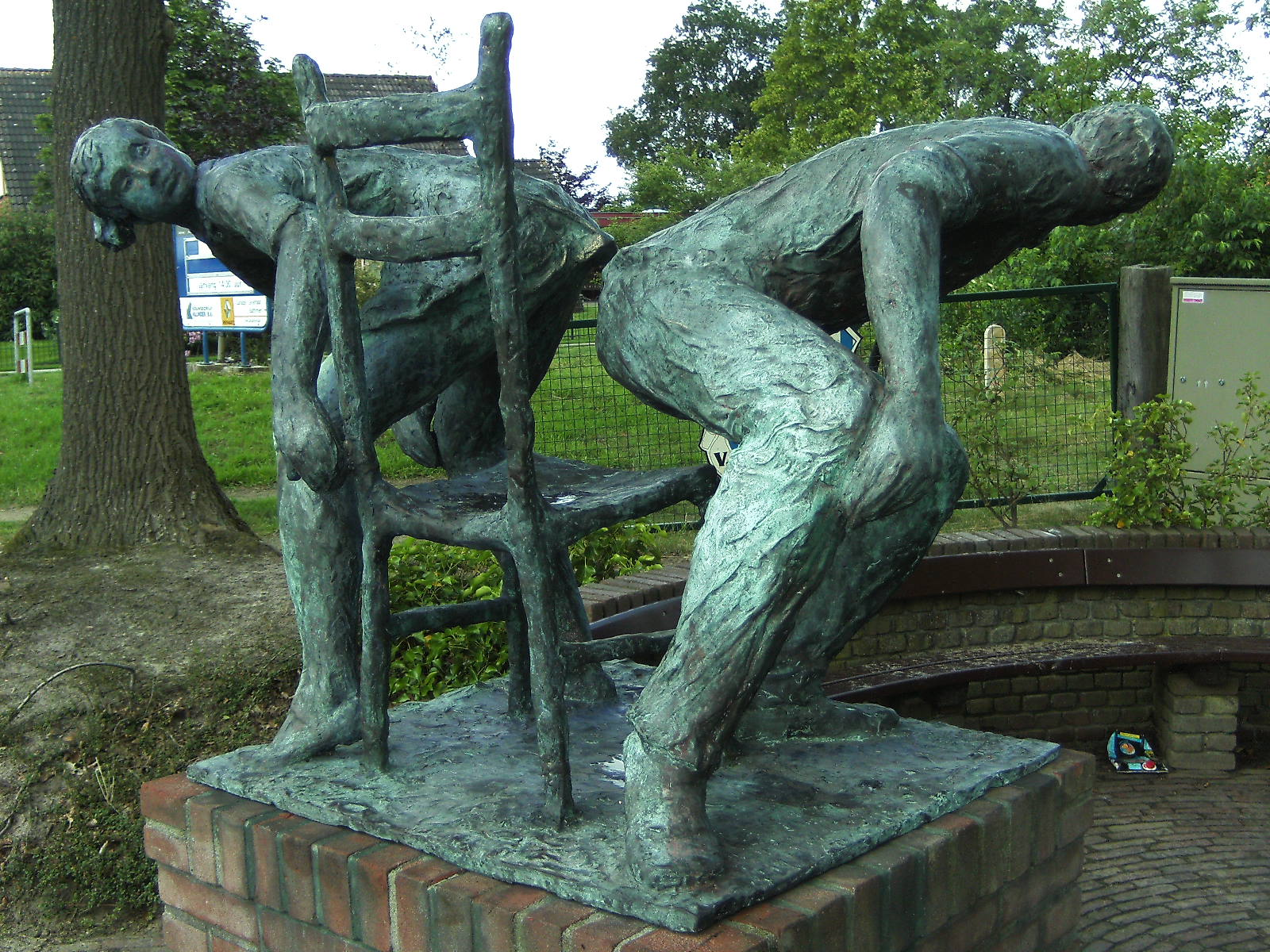
Скульптура в Нідерландах, присвячена грі.

«Музичні стільці» (також іноді називається «гарячі стільці») — рухлива гра для групи людей.
Правила гри полягають у наступному. Стільці, кількість яких на 1 менше, ніж гравців, розставляються в коло сидіннями назовні, учасники шикуються в коло навколо стільців. Після цього включається музика, і гравці починають повільний біг навколо кола стільців. Як тільки музика припиняється, гравці повинні швидко сісти на стільці. Той, хто не встиг зайняти стілець, вибуває з гри, після чого один стілець також забирається з кола. Гра продовжується до того моменту, поки не залишиться один учасник, що зайняв останній стілець.
Ця гра має поширення в різних країнах, популярна на днях народження, весіллях і називається по-різному (наприклад, в Австрії — Sesseltanz, буквально «танець стільців»). Деякими польськими вченими визнається важливою розвиваючою грою для дітей. Існує цілий ряд варіацій на тему цієї гри. У 2011 році на телеканалі The CW була розпочата трансляція реаліті-шоу, яке носить назву на честь гри, але лише віддалено засноване на її правилах.

## Галерея

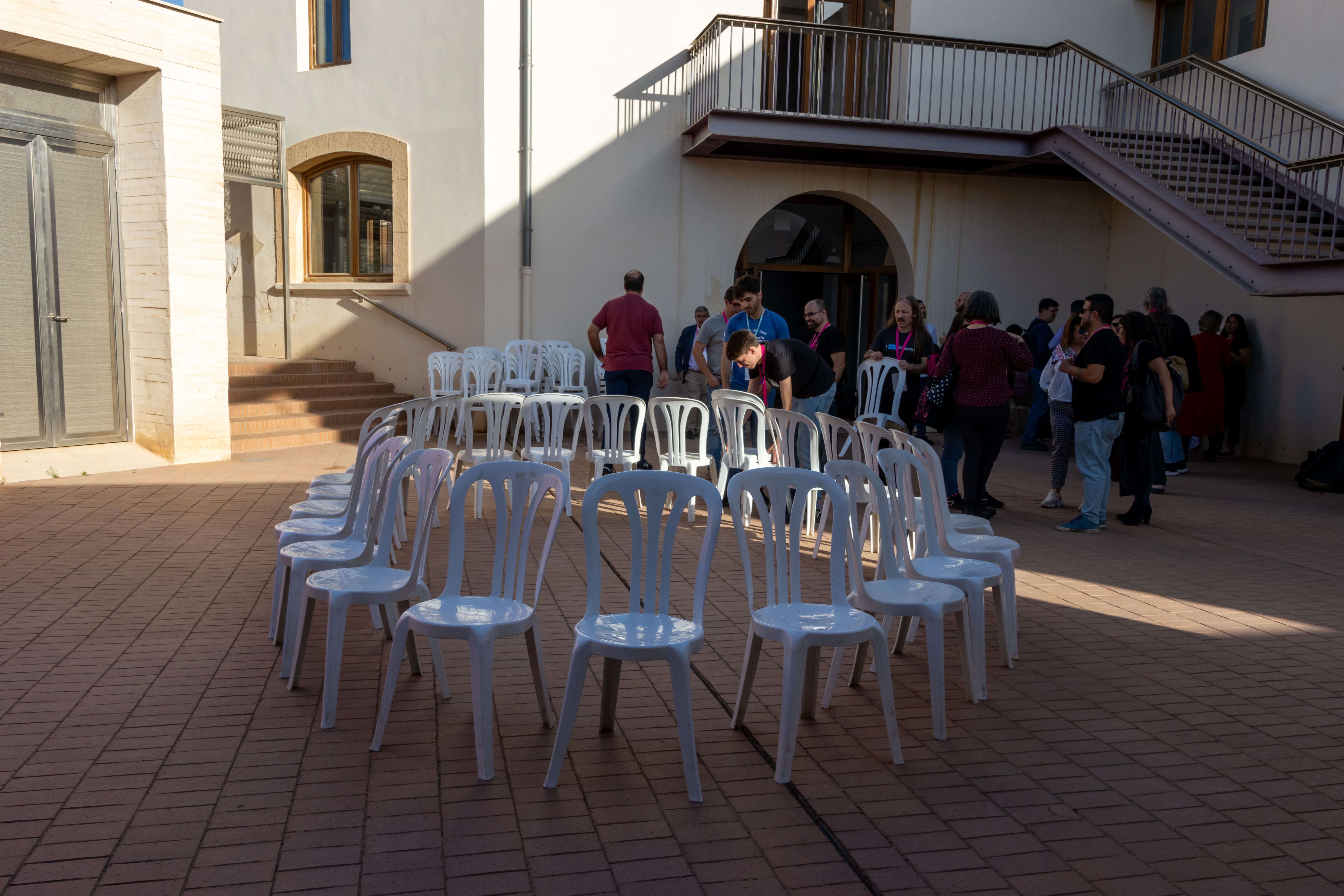
До гри
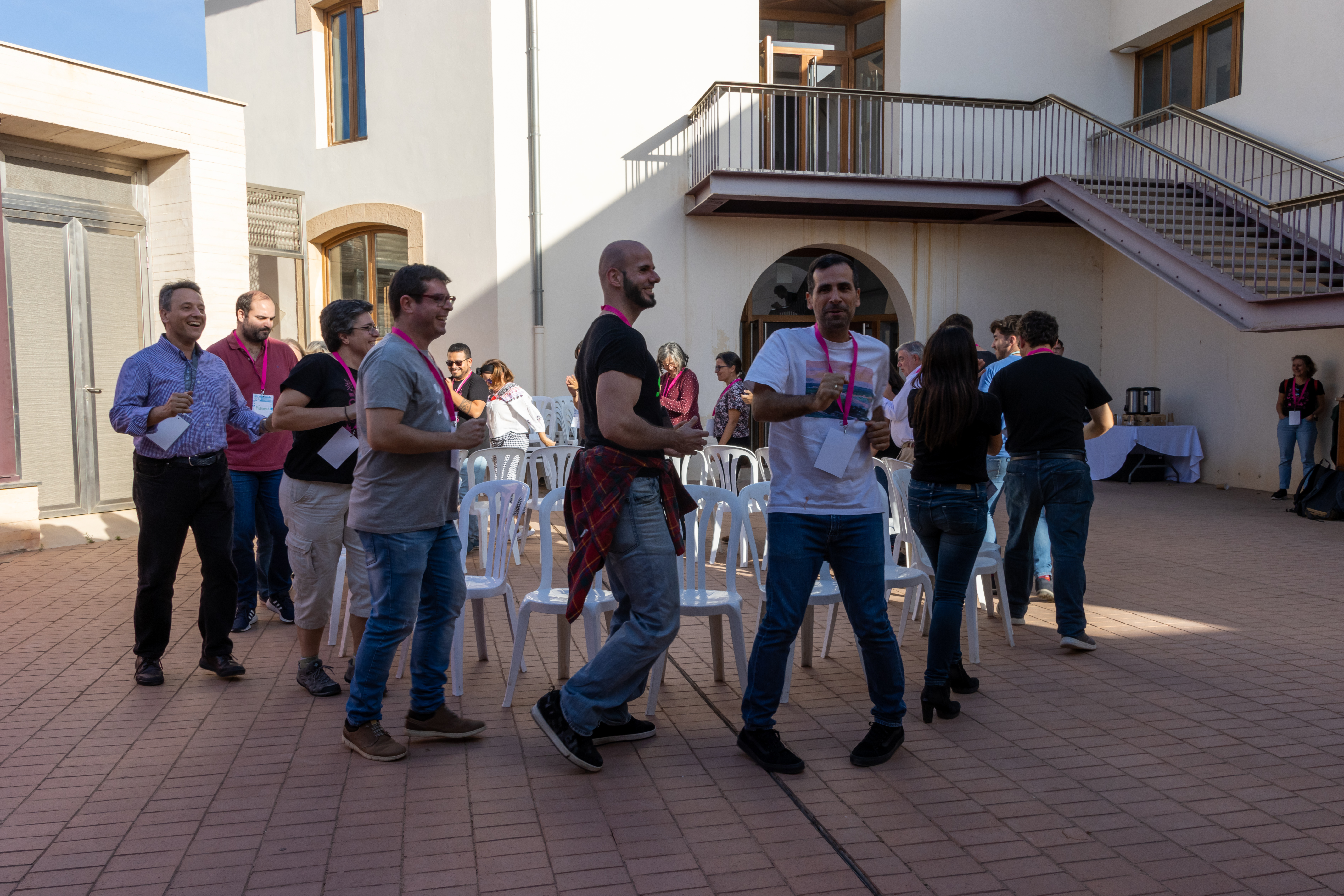
Початок гри
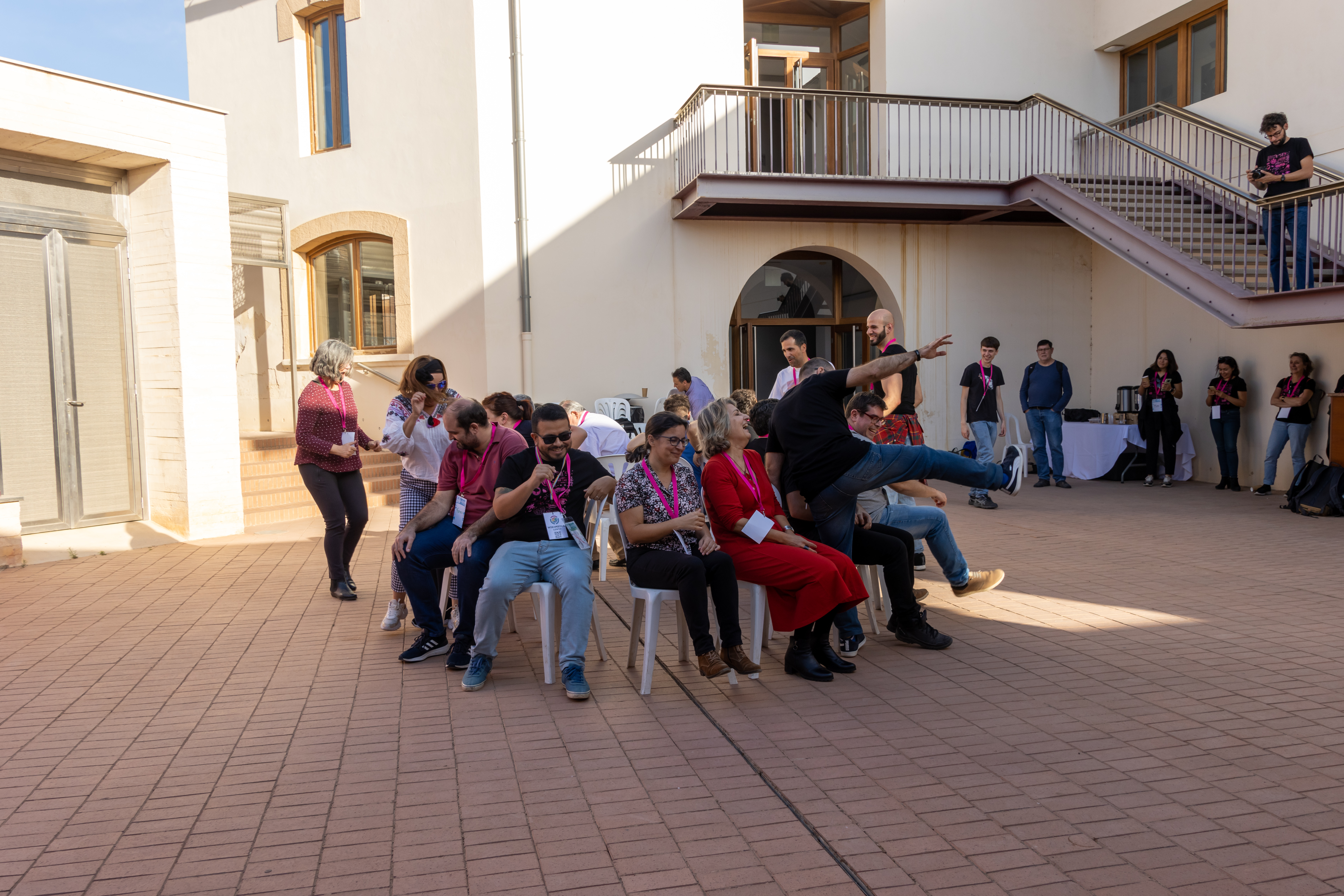
Зменшення кількості гравців
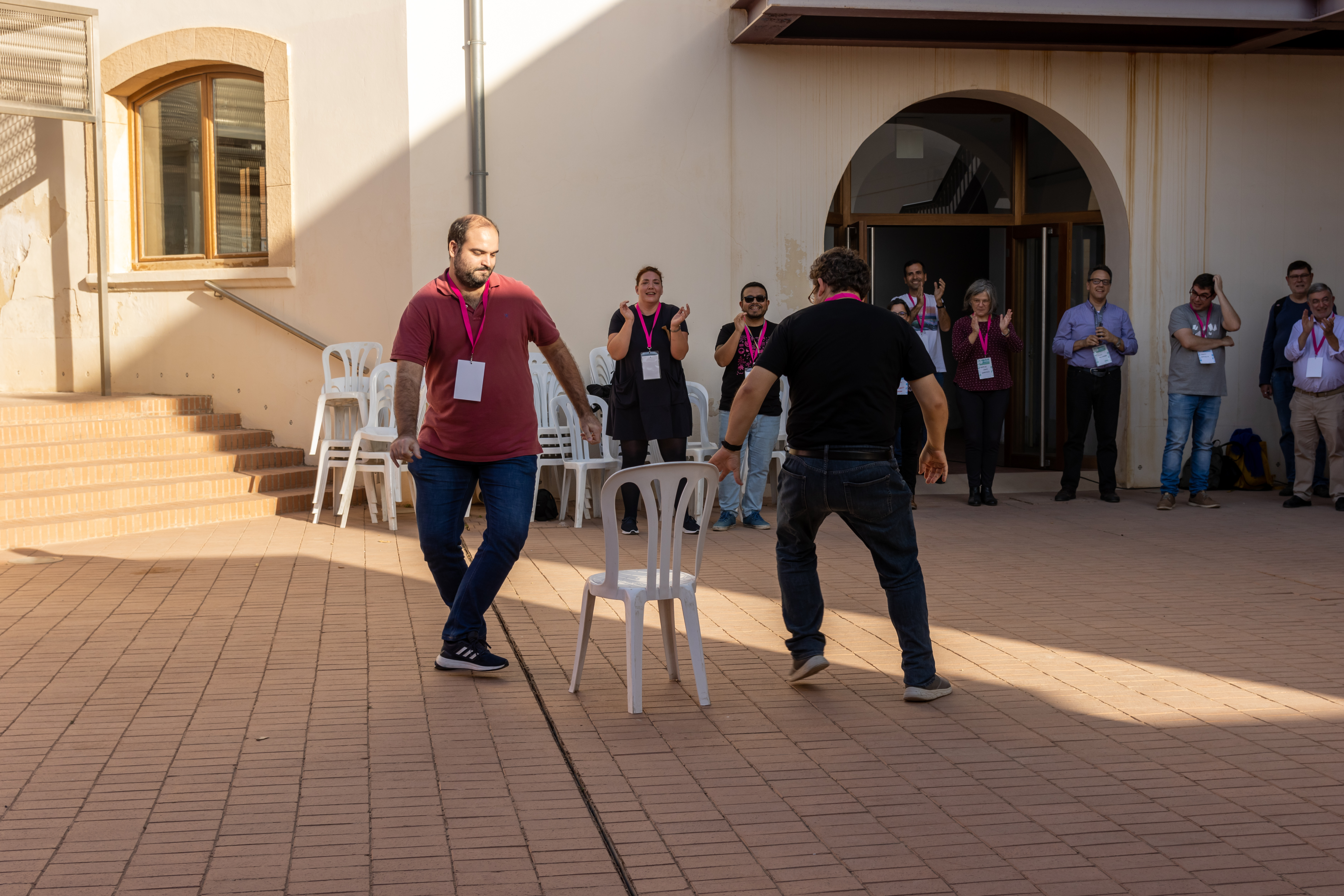
Останні два
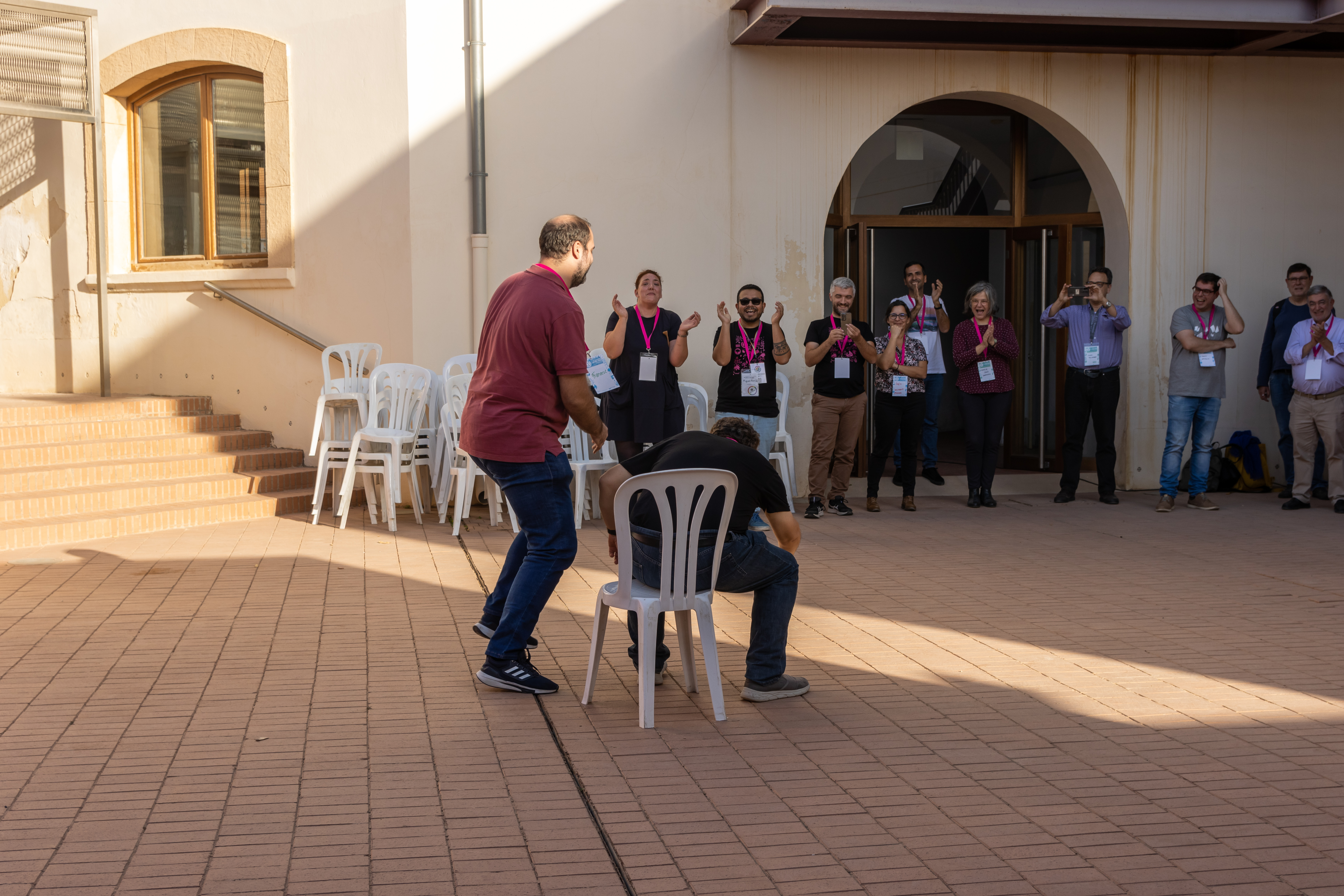
Переможець